# Riu Asón
L'Asón és un riu situat al nord de la península Ibèrica, a la Cornisa Cantàbrica, que discorre per la zona oriental de la comunitat autònoma de Cantàbria i desemboca al Mar Cantàbric.
- Naixement: portillo del Asón (Soba) a la penya d'Azalagua, de la font que té aquest mateix nom, a 680 m d'altitud, al Parc Natural de Collados del Asón. L'espectacular naixement es produeix a la boca d'una cova a la Penya mencionada, que forma un salt d'aigua.
- Desembocadura: ría de Limpias (Limpias, Colindres, Voto).
- Principals afluents: Bustablado, Gándara, Carranza i Vallino.
- Aportació anual: 527 hm³.

## Vegeu també

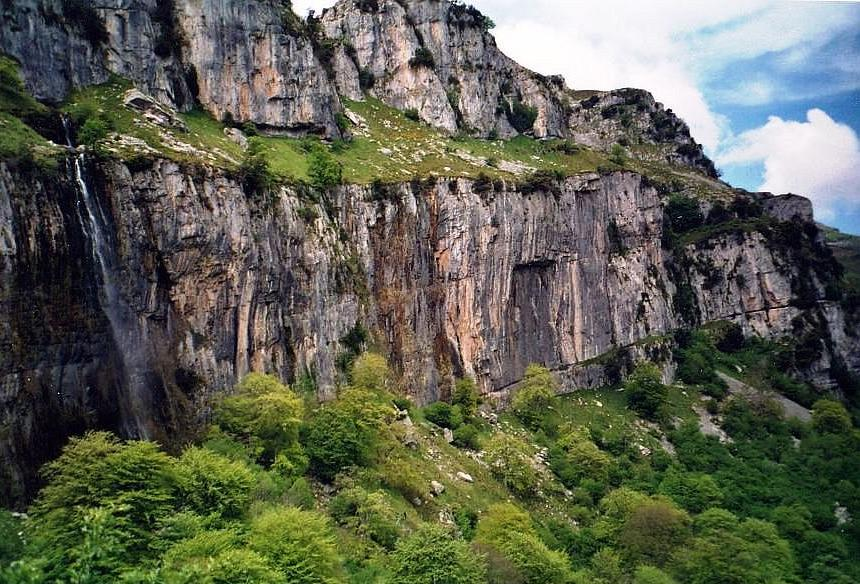
Naixement del riu Asón. Surgència kàrstica que es precipita al buit per una cascada de més de 50 metres d'alçada